# Amatitlania coatepeque
Amatitlania coatepeque es una especie de peces de la familia Cichlidae en el orden de los Perciformes.

## Morfología
Los machos pueden llegar alcanzar los 9,1 cm de longitud total.

## Distribución geográfica
Se encuentra en El Salvador. 